# Mogens Blom
Mogens Blom (født 1956) er en dansk embedsmand og forfatter.
Han har været ansat i Udenrigsministeriet siden 1996.
Blom har skrevet flere romaner, hvor Dræbt af en vildfaren kugle var debut i 1983.
Året efter udgav han Aftenholdet og i 2009 Naboerne fra Bagdad.
I 2014 begyndte Blom udgivelsen af Maiken Tarp-serien med romanen Gidsel i Amman,
og i denne serie er endvidere udgivet Arven fra Basra (2016), Enken fra Kiev (2018) og Dobbeltspil i Odessa (2019).
Blom er født og opvokset i Kongens Lyngby.
I 1974 blev han student fra Gladsaxe Gymnasium.
Fra 1976 til 1977 var han værnepligtig ved Antvorskov Kaserne.
Blom blev udlært som maskinarbejder i 1981 fra B&W Motorfabrik på Christianshavn.
Fra 1983 til 1985 var han ulandsfrivillig i Mellemfolkeligt Samvirke i Mozambique og oplevelserne førte til internationale udviklingsstudier på Roskilde Universitetscenter.
Han blev cand.scient.soc. i 1991.
Blom blev herefter ansat i IBIS til projekter i Sydafrika og Mozambique.
I 1996 kom han til Udenrigsministeriet hvor han var involveret i Danidas projekter.
I 2005 blev han tilknyttet Det Arabiske Initiativ.
Som embedsmand rejste han rundt i Mellemøsten, var involveret i håndteringen af Muhammedkrisen og mødtes med Det Muslimske Broderskab.
Ved bombeterroren i Amman i 2005 befandt Blom sig på 10. etage på Radisson SAS.
Bloms første roman, Dræbt af en vildfaren kugle, var i sin oprindelige form en begrænset udgivelse i 50 eksemplarer blandt venner.
Vennernes positive respons fik Blom til at kontakte et forlag,
og den udkom i 1984 i En spændingsroman fra Vindrose, en bogserie med samfundskritiske romaner fra Norden fra forlæggeren Erik Vagn Jensens forlag Vindrose.
Året efter udkom Aftenholdet i samme serie.
Over 20 år efter Bloms romandebut udkom i 2009 Naboerne fra Bagdad som foregår på Nørrebro og beskriver politiske forviklinger på Christiansborg, konflikter i de dansk-irakisk miljø og bandekrig.
Hovedpersonen var en analytiker fra Forsvarets Efterretningstjeneste udlånt til Politiets Efterretningstjeneste.
Blom havde gået ned i 29 timers arbejde for at få romanen færdig.
Bloms romanstil har tendes til regibemærkninger, hvor forfatterens erfaringer kommer til udtryk, — en
stil der har kaldt på en sammenligning med Leif Davidsen.